# Schwellpapier

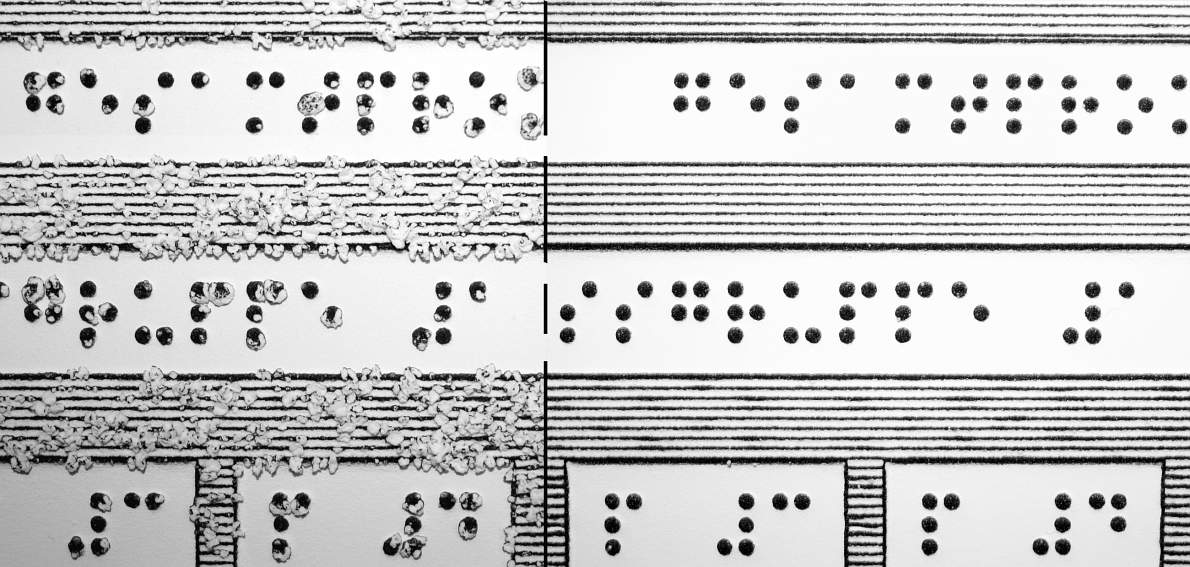
Vergleich einer misslungenen und einer gelungenen Schwellkopie für Blinde

Schwellpapier (auch Schwellkopie und Quellpapier) bezeichnet ein Spezialpapier zur einfachen und relativ preiswerten Erzeugung taktiler Grafiken meist für Blinde.
Auf einem Trägerpapier befindet sich eine thermoplastische PVC-Schicht.

## Verwendung
Schwellpapier lässt sich bemalen oder mit handelsüblichen Druckern (z. B. Tintenstrahldrucker) bedrucken. Nach dem Bemalen oder Bedrucken wird das Papier in einem speziellen Gerät kurz beleuchtet, wobei sich die geschwärzten Stellen erwärmen. Sie schwellen permanent an und lassen sich danach ertasten. Die Stärke der Ausprägung lässt sich in gewissem Rahmen durch Schwärzung, Temperatur und Dauer der Erhitzung steuern. Dies entspricht dem Einstellen des Kontrasts an Druckern. Durch diesen Prozess entsteht innerhalb weniger Sekunden eine tastbare Grafik. Dabei lassen sich Grafiken, Skizzen, Diagramme und Straßenkarten auch für Blinde zugänglich gestalten.
Eine andere Möglichkeit der Verwendung ist das Schreiben oder Zeichnen mit einem Hitze abgebenden Stift, wobei der weitere Verarbeitungsschritt des Beleuchtens wegfällt.
Die Möglichkeiten sind jedoch mit der visuellen Darstellung nicht vergleichbar. Die haptische Grafik entspricht am ehesten einer reinen Schwarz-Weiß-Abbildung ohne Grauwerte. Nur sehr einfache Grafiken lassen sich 1:1 so übersetzen, dass die Darstellung auch von Blinden verstanden werden kann. Alternativ muss der Maßstab der Darstellung stark vergrößert werden. Dies liegt zum einen in der verschiedenen Funktionsweise des Seh- und Tastsinns begründet, sowie in den unterschiedlichen mentalen Repräsentationen der Umwelt bei Sehenden, späterblindeten und geburtsblinden Menschen.
Für den alltäglichen Einsatz ist dieses Verfahren wegen des Aufwands zur Herstellung oder Auffindung geeigneter Grafiken, hoher Materialkosten (etwa 50 Cent pro A4-Seite) und der Erstelldauer pro Seite deshalb nicht immer geeignet. Sein Einsatz bleibt bis heute auf vereinzelte Anwendungen beschränkt, wie zum Beispiel zur Vervielfältigung von Unterrichts-Material für blinde Schüler und Studenten. Im Gegensatz zur Vervielfältigung von taktilen Landkarten durch manuelles Herstellen einer Vorlage zum Tiefziehen ist das Verfahren jedoch einfach und sehr preiswert.
Da das Schwellpapier farbig bedruckt werden kann, lassen sich damit auch Grafiken erzeugen, die von blinden und nicht-blinden Personen gleichermaßen verstanden werden können, und ermöglicht so eine Kommunikation zwischen Blinden und Sehenden oder unterstützt mit starken Kontrasten die Wahrnehmung von schwer Sehbehinderten.
Auch einige Künstler haben das Schwellpapier für sich als Medium entdeckt.
Schwellpapier und der zum Aufquellenlassen notwendige Schwellkopierer (engl. Fuser) sind im Hilfsmittelhandel erhältlich.